# لیچفیلد (ایلینوی)
لیچ‌فیلد، ایلینوی (به انگلیسی: Litchfield, Illinois) یک شهر در ایالات متحده آمریکا با جمعیت ۶٬۹۳۹ نفر است که در ایلی‌نوی واقع شده‌است.